# Valence Technology
Valence Technology, Inc. desarrolla y fabrica materiales catódicos avanzados de fosfato de litio-hierro, así como módulos y bandejas de batería programables. Los productos de Valence se utilizan en los vehículos eléctricos e híbridos enchufables (PHEV), tales como automóviles, scooters, motos y vehículos comerciales, tales como autobuses, furgonetas de reparto y camiones. Las baterías de Valence también se utilizan en las sillas de ruedas, carritos médicos, robótica, así como las aplicaciones estacionarias, como la energía a distancia, sistema de alimentación ininterrumpida (UPS), almacenamiento de energía de la comunidad, regulación de frecuencia y engranaje de conmutación de telecomunicaciones.